# Compromis de Ioannina
Le compromis de Ioannina est une pratique institutionnelle de l'Union européenne, qui tire son nom d'une réunion informelle des ministres des Affaires étrangères, le 29 mars 1994 à Ioannina en Grèce. Cette réunion a permis de régler les difficultés soulevées par l'adhésion prochaine de nouveaux membres (4e élargissement).
Cette réunion a abouti, entre autres, en une décision du Conseil concernant la question du vote à la majorité qualifiée dans une Union élargie à seize États membres. 
Le compromis prévoyait que si des membres du Conseil représentant entre 23 (ancien seuil de la minorité de blocage) et 26 voix (nouveau seuil de la minorité de blocage) indiquaient leur intention de s'opposer à la prise d'une décision par le Conseil à la majorité qualifiée, le Conseil ferait « tout ce qui est en son pouvoir pour aboutir,  dans un délai raisonnable […] à une solution satisfaisante qui puisse être adoptée par au moins 68 voix au moins » sur 87.
Dans la perspective du 5e élargissement, le traité de Nice de 2001 mit fin en  2003 aux dispositions du compromis. Mais celles-ci seront exhumées par le traité de Lisbonne de 2007 qui introduit (article 16 du traité sur l’Union européenne) une nouvelle définition de la règle de majorité qualifiée applicable à partir du 1ernovembre 2014. Entre cette date et le 31 mars 2017, il est cependant possible à tout État membre d’exiger au cas par cas l’application des règles de pondération antérieures. 
Par ailleurs, il est aussi possible de faire appliquer une clause inspirée du « compromis de Ioannina », c’est-à-dire que lorsqu’un groupe d’États n’est pas loin de constituer une minorité de blocage, la discussion doit se poursuivre afin de parvenir à une solution. La déclaration N°4 annexée au Traité de Lisbonne précise que le Conseil prendra une décision concernant l’application du compromis et indiquera les modalités selon lesquelles il sera appliqué:
- du 1/11/2014 au 31/3/2017 il sera ouvert à un groupe d’États regroupant au moins les ¾ de la population ou les ¾ des États membres nécessaires pour constituer une minorité de blocage
- à partir du 1/4/2017 ces pourcentages passent à 55% de la population ou 55% des États membres nécessaires à la constitution d'une minorité de blocage[3].

Surtout, le protocole N° 9bis prévoit que la décision du Conseil ne peut être modifiée qu’après autorisation par consensus du Conseil européen. 